# Lösungseffekt
Unter Lösungseffekt versteht man sämtliche Effekte, mit denen gelöste Stoffe die makroskopischen physikalischen Eigenschaften einer Lösung im Vergleich zum reinen Lösungsmittel beeinflussen. Insbesondere umfasst der Begriff den der Kolligativen Eigenschaften bei idealen Lösungen. Der Begriff Lösungseffekt ist insbesondere in der Meteorologie gebräuchlich.